# Zurab Zjvania

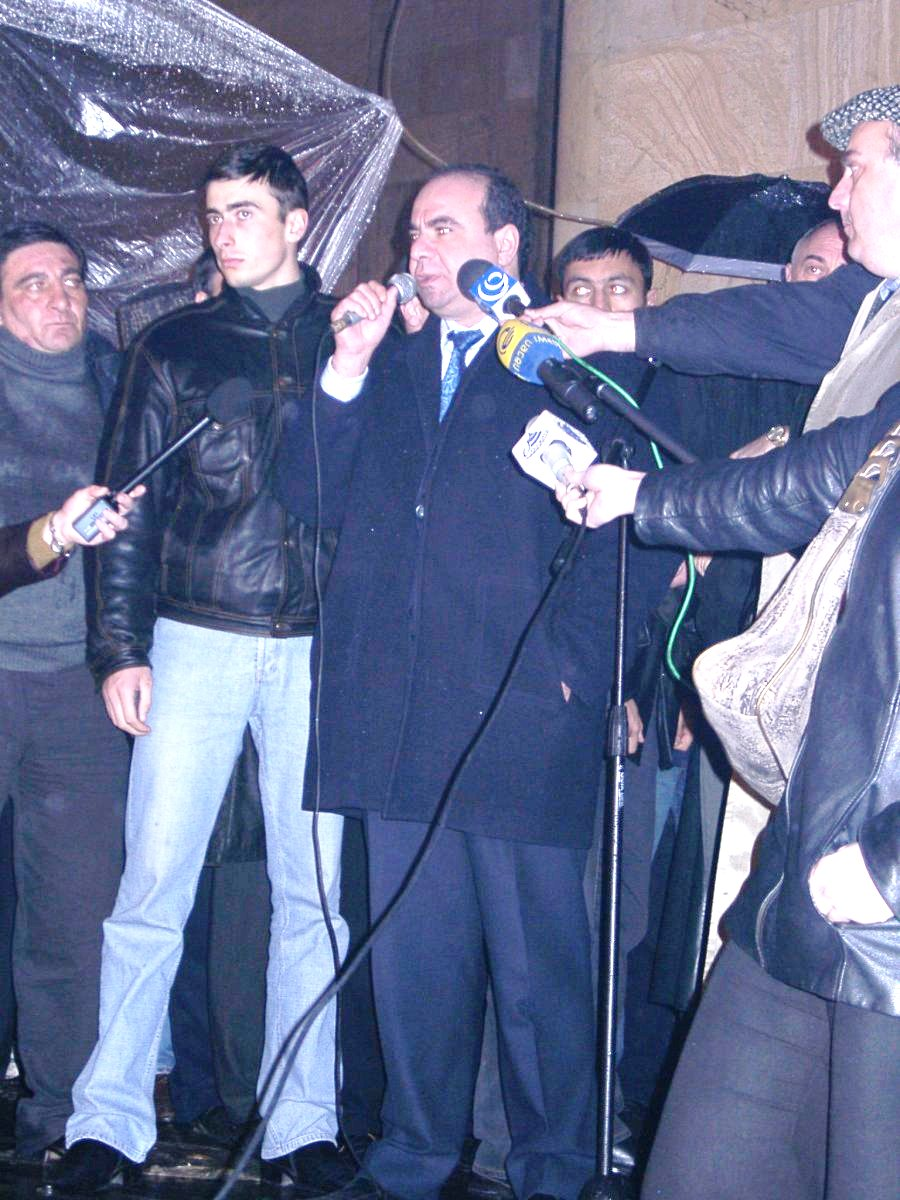
Zurab Zjvania under Rosenrevolutionen 2003

Zurab Besarionis dze Zjvania (georgiska: ზურაბ ბესარიონის ძე ჟვანია), född 9 december 1963, död 3 februari 2005, var en georgisk politiker och tidigare talman i det georgiska parlamentet. Han var premiärminister i Georgien från 18 februari 2004 till sin död 3 februari 2005 (orsakad av kolmonoxidförgiftning).
Zjvania hade fru och tre barn, och kunde tala georgiska, engelska, tyska och ryska. I februari 2005 hittades Zjvania, tillsammans med politikern Raul Usupovi, död i Usupovis lägenhet.